# بهوجا ایر
بهوجا ایر (اردو: بھوجا ائیر) شرکت هواپیمایی پاکستانی است، که در سال ۱۹۹۳ تأسیس شد.